# Heahbeorht
Heahbeorht (auch Heahberht: † zwischen 845 und 848) war Bischof von Worcester. Er wurde 822 zum Bischof geweiht und trat sein Amt im gleichen Jahr an. Er starb zwischen 845 und 848.